# Новый Налим
Новый Налим — деревня в Заинском районе Татарстана. Входит в состав Поповского сельского поселения.

## География
Находится в восточной части Татарстана на расстоянии приблизительно 9 км на восток-юго-восток по прямой от железнодорожной станции города Заинск.

## История
Основана в 1924 году.

## Население
Постоянных жителей было: в 1926—118, в 1938—182, в 1949—107, в 1958—181, в 1970—252, в 1979—169, в 1989—111, в 2002 — 83 (татары 95 %), 73 в 2010.